# گورکم کان
گورکم کان (انگلیسی: Görkem Can؛ زادهٔ ۴ مهٔ ۲۰۰۰) بازیکن فوتبال اهل ترکیه است.
وی همچنین در تیم‌های ملی فوتبال Germany national under-16 football team، جوانان آلمان، Turkey national under-19 football team، و زیر ۲۰ سال ترکیه بازی کرده‌است.